# Pont Hercílio Luz
El pont Hercílio Luz (en portuguès Ponte Hercílio Luz) és un pont a la ciutat brasilera de Florianópolis, capital de l'Estat de Santa Catarina. És un dels tres ponts del complex que connecta les dues parts de Florianópolis –l'Illa Santa Catarina i la part continental– i el primer a ser construït. Rep el nom en homenatge al llavors governador i promotor, Hercilio Luz, que va morir poc abans que es va inaugurar el pont.
És el pont penjant més llarg de Brasil, i el segon d'Amèrica Llatina i un dels cent més llargs del món. Les obres de construcció van començar el 14 de novembre de 1922 i es va inaugurar el 13 de maig de 1926. La longitud total és de 821 m, amb 259 m de viaducte insular, 339,471 m d'obertura central i 221 m de viaducte continental. L'estructura d'acer té un pes aproximat de 5.000 tones, i la construcció dels fonaments i pilars va requerir 14.250 m³ de formigó. Les dues torres mesuren 75 msnm, i l'obertura central té una altura de 43 m.
Fou tancat al trànsit als anys 80 per greus problemes estructurals i declarat patrimoni històric-artístic de la ciutat el 1997. El desembre de 2019 va reobrir el pont Hercílio Luz, després de tres dècades tancat.